# Achille Libéral Treilhard
Achille Libéral, comte Treilhard, né le 27 décembre 1785 à Paris et mort le 3 août 1855 au château des Bordes (Le Plessis-Pâté), est un juriste et administrateur français.

## Biographie
Fils du comte Jean-Baptiste Treilhard et d'Edmée Elisabeth Boudot, Achille Libéral Treilhard suit une sérieuse formation juridique. Auditeur au Conseil d'État le 11 février 1806, il est affecté près le ministre de la Justice et la section de législation de 1806 à 1809 et est intendant à Leipzig de 1806 à 1807. 
Le 25 février 1809, il succède à Hély d'Oissel comme secrétaire général de la préfecture de la Seine. Trois ans après, il est nommé préfet du Montserrat (2 février 1812-7 mars 1813), avant de devenir préfet des Bouches-de-l'Èbre-Montserrat (réunion des deux départements). 
En 1811, il acquiert, avec son beau-frère André Pierre Étienne Abrial, le domaine de Crépon de Charles Angélique François Huchet de La Bédoyère. Il acquiert également la propriété de Valgrand à Vert-le-Grand.
Préfet du Gers puis de la Haute-Garonne pendant les Cent-Jours, il perd toutes ses fonctions au retour des Bourbon. Membre de l'opposition constitutionnelle, il préside la réunion, le 27 juillet 1830 dans les bureaux du National, durant laquelle est rédigée la protestation de la presse parisienne contre les Ordonnances de Saint-Cloud.
Il ne revient aux affaires publiques que sous la Monarchie de Juillet qui le fait préfet de la Seine-Inférieure en août 1830), puis préfet de police de Paris (7 novembre-26 décembre 1830) et est nommé conseiller à la cour royale de Paris. Il se démit de ses fonctions l'année suivante.
Candidat du centre-gauche à Saumur, en Maine-et-Loire, aux élections législatives du 2 mars 1839, il est battu par le représentant sortant, Benjamin Delessert, avec 135 voix contre 183 à son adversaire.
Il meurt le 3 août 1855, à l'âge de 69 ans, au Plessis-Pâté, dans la propriété familiale des Bordes-pied-de-Fer. Ses restes sont inhumés dans le cimetière du Plessis.

### Vie familiale

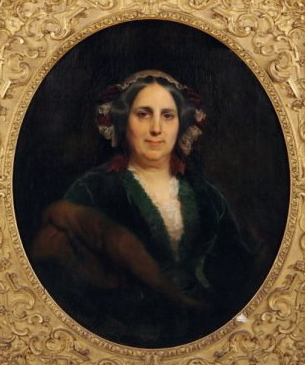
Portrait de la comtesse Treilhard, née Paméla Marqfoy (1795-1876).

Il se marie en 1814 avec Paméla Marqfoy, fille du négociant Isaac Marqfoy et cousine du général Charles-André Merda. Ils eurent :
- Achille (1815-1880), magistrat, conseiller d'État, directeur de la presse au ministère de l'Intérieur[2], gendre de François-Régnault Nitot
  - Jean-Baptiste (1858-1947), officier d'infanterie, maire de Marolles-en-Hurepoix et conseiller général de Seine-et-Oise, propriétaire du château de Marolles. Il épouse Julie Baroche (petite-fille de Pierre Jules Baroche), puis à Madeleine Horteloup
    - Jeanne, épouse d'Ernest Goüin
- Jules (1824-1882), ministre plénipotentiaire au Chili puis aux États-Unis, marié avec Sarah Austin Hoffmann 
  - Julie (1861-1913), épouse de Robert Gouhier de Petiteville, ministre plénipotentiaire
- Marie (1831-1896), épouse de Georges L'Hopital, et descendance.

## Distinctions
- Chevalier de la Légion d'honneur